# Poecilostomatoida
Poecilostomatoida är en ordning av kräftdjur. Poecilostomatoida ingår i klassen Maxillopoda, fylumet leddjur och riket djur. Enligt Catalogue of Life omfattar ordningen Poecilostomatoida 452 arter. 

## Dottertaxa till Poecilostomatoida, i alfabetisk ordning[1][2]
- Antheacheridae
- Anthessiidae
- Bomolochidae
- Chondracanthidae
- Clausidiidae
- Clausiidae
- Corycaeidae
- Crucisoma
- Erebonasteridae
- Ergasilidae
- Eunicicolidae
- Gastrodelphyidae
- Herpyllobiidae
- Kelleriidae
- Lamippidae
- Lernaeosoleidae
- Lichomolgidae
- Lubbockiidae
- Macrochironidae
- Myicolidae
- Mytilicolidae
- Nereicolidae
- Octopicolidae
- Oncaeidae
- Pharodidae
- Philichthyidae
- Phyllodicolidae
- Pseudanthessidae
- Pseudanthessiidae
- Rhynchomolgidae
- Sabelliphilidae
- Saccopsidae
- Sapphirinidae
- Serpulidicolidae
- Shiinoidae
- Spiophanicolidae
- Splanchnotrophidae
- Taeniacanthidae
- Telsidae
- Thamnomolgidae
- Tuccidae
- Urocopiidae
- Xenocoelomatidae